# 山本紀彦
山本 紀彦（やまもと としひこ、1943年〈昭和18年〉5月10日 - ）は、日本の俳優。本名は同じ。
千葉県生まれ。北海道育ち。日本大学卒業。劇団欅、三船プロダクション、田中プロモーション、アクターズプロモーションを経て、I・T企画所属。

## 人物
1967年に劇団欅に入団。
1972年、三船プロダクションへ移る。
ユニオン映画が制作を手掛け、石立鉄男が主演した石立ドラマ定番の名脇役で、常連出演していた。
趣味はドライブ。

## 出演

### 映画
- 吸血鬼ゴケミドロ（1968年、松竹）
- 吸血髑髏船（1968年、松竹）
- ミニミニ突撃隊（1968年、松竹）
- 喜劇 大激突（1969年、松竹）
- 恋にめざめる頃（1969年、東宝）
- いつか来るさよなら（1969年、松竹）
- 永訣（1969年、松竹）
- 高校さすらい派（1970年、松竹）
- トラ・トラ・トラ!（1970年、20世紀フォックス） - 水木兵曹
- 喜劇 女は男のふるさとヨ（1971年、松竹）
- ツンツン節だよ全員集合!!（1971年、松竹）
- 旅の重さ（1972年、松竹）
- メス（1974年、松竹）
- 青い性（1975年、東映）
- ニッポン警視庁の恥といわれた二人 刑事珍道中（1980年、東映）
- 帰ってきた若大将（1981年、東宝） - 桑田
- 駅 STATION（1981年、東宝） - 増毛駅駅員
- すっかり…その気で!（1981年、東宝）
- 春らんまん結婚記（1987年、東映）
- 爆 BAKU!（1992年、日本ビクター）
- DOOR III（1996年、彩プロ） - 渡辺
- 深海獣レイゴー（2008年）
- グラキン★クイーン（2010年）

### テレビドラマ
- 特別機動捜査隊 （NET / 東映）
  - 第154話「東京0米地帯・前編」（1964年）
  - 第169話「春遠からじ」（1965年） - 寺田一郎
  - 第492話「ちぎれた愛」(1971年） - 博道
- あいつと私（1967年、NTV）
- ザ・ガードマン（TBS・大映テレビ室）
  - 第125話「屍にそそぐ涙はない」（1967年）- 新聞記者
  - 第141話「宝石の逃げる道」（1967年）- 駐車場係員
- 風 第33話「地獄からの使者」（1968年、TBS / 松竹）
- ナショナルゴールデン劇場（NET）
  - フルーツポンチ3対3（1968年） - 良二
  - レモンスカッシュ4対4（1969年） - 良太
- 三匹の侍 第6シリーズ 第22話「苦い米」（1969年、CX） - 竹入
- えり子とともに（1969年、NTV）
- サインはV（1969年、TBS / 東宝）
- 泣かないで! かあちゃん（1970年、NET）
- 宮本武蔵（1970年、NET / 東映）
- 大河ドラマ（NHK） 
  - 春の坂道（1971年） - 佐野主馬
  - 花神（1977年） - 安達幸之助
  - 徳川家康（1983年） - 金田与三左衛門
  - 独眼竜政宗（1987年） - 和賀忠親
  - 武田信玄（1988年） - 大須賀久兵衛
- おひかえあそばせ（1971年、NTV） - 大下
- 舷燈（1971年、NHK）
- さぼてんとマシュマロ（1971年、NTV / ユニオン映画）
- 気になる嫁さん（1971年、NTV / ユニオン映画） - 清水力丸
- プレイガール 第123話「水で書かれたラブレター」（1971年、12ch / 東映） - 五郎
- おれは男だ! 第37話「明けまして頑張らなくっちゃア!」（1972年、NTV / 松竹）
- 火曜日の女シリーズ / 木の葉の家（1972年、NTV） - 大下信一
- 緊急指令10-4・10-10 第25話「死を運ぶ鳩」（1972年、NET / 円谷プロ） - 大野克彦
- GO!GOスカイヤー（1973年、CX / 大映テレビ）
- 荒野の素浪人 第1シリーズ 第54話「銃撃 地獄の用心棒」（1973年、NET / 三船プロ） - 加助
- 荒野の用心棒 第33話「反逆の牙は暁を裂いて…」（1973年、NET / 三船プロ） - 瀬川城之進
- 必殺シリーズ（ABC / 松竹）
  - 助け人走る 第6話「上意大悲恋」（1973年） - 津島小一郎
  - 暗闇仕留人 第2話「試して候」（1974年） - 与之吉
  - 必殺仕置屋稼業 第23話「一筆啓上墓穴が見えた」（1975年） - 清吉
  - 必殺仕事人 第70話「慕い技神輿暴れ突き」（1980年） - 雲井望威
  - 新・必殺仕事人 第15話「主水 公休出勤する」（1981年） - 吉五郎
  - 必殺仕事人III 第17話「花嫁探しをしたのは勇次」（1983年） - 勘七
  - 必殺渡し人 第5話「矢切りの渡しで渡します」（1983年） - 弥七
  - 必殺仕事人V 第5話「主水、奉行所の人員整理にあわてる」（1985年） - 瀬川
  - 必殺橋掛人 第8話「浅草のマル秘ドクロを探ります」（1985年） - 仁平
  - 必殺仕事人・激突! 第8話「新門辰五郎のまとい」（1991年） - 飛騨屋忠兵衛
- 雑居時代（1973年 - 1974年、NTV / ユニオン映画） - 池田玄也
- 銭形平次（フジテレビ / 東映）
  - 第409話「江戸と田舎の若旦那」（1974年） - 直介
  - 第832話「針のむしろ」（1982年） - 吉之助
- 赤い迷路（1974年、TBS / 大映テレビ） - 三崎敏彦
- 水もれ甲介（1974年 - 1975年、NTV / ユニオン映画） - 牟田六郎
- 太陽にほえろ!（NTV / 東宝）
  - 第93話「真実の詩」（1974年） - 新井耕一
  - 第186話「復讐」（1976年） - 脇田芳夫
  - 第284話「正月の家」（1978年） - 田代先生（青少年福祉協会）
  - 第359話「ジョギング・コース」（1979年） - 岡本幸成
  - 第386話「信頼」（1979年） - 津上昭
  - 第406話「島刑事よ、さようなら」（1980年） - 今野係長
  - 第703話「加奈子」（1986年） - 宮本信彦
- バーディー大作戦 第17話「殺人鬼の見合い結婚!」（1974年、TBS / 東映） - 花津
- 俺たちの旅 第27話「うちの嫁さんチョコちゃんなのです」（1975年、NTV / 東宝） - 松村正義
- 大江戸捜査網（12ch / 三船プロ）
  - 第122話「捨て子騒動始末記」（1974年） - 清吉
  - 第214話「闇に泣く人肌観音」（1975年） - 八代新之助
  - 第235話「恐怖の町人斬り」（1976年） - 坂井周太郎
  - 第258話「逆転 父と娘の絆」（1976年） - 熊谷平九郎
  - 第273話「女盗賊 初春に舞う」（1977年） - 丈吉
  - 第314話「女刺青師 怒りの恨み節」（1977年） - 留吉
- 燃える捜査網 第13話「喪服の婚約パーティー」（1976年、NET / 東映） - ナミカワ・コウジ
- 十手無用 九丁堀事件帖 第24話「二人清三郎」（1976年、NTV / 東映）
- 遠山の金さん杉良太郎版（1976年、NET/東映）
  - 第22話「恐怖の縄を解け‼」 - 関口宗吉
  - 第54話「殺しを呼んだ千社札」 - 粂吉
- 非情のライセンス 第2シリーズ 第77話「兇悪の終着駅」（1976年、NET / 東映） - イサム
- ベルサイユのトラック姐ちゃん 第8話「拳銃はやわ肌がお好き」（1976年、NET / 東映） - ケンジ
- 夜明けの刑事 第74話「失踪宣言された夫への甘い罠」（1976年6月23日、TBS / 大映テレビ） - 久保正夫
- 気まぐれ天使（1976年 - 1977年、NTV / ユニオン映画） - 森脇雄二
- 銀河テレビ小説 / オリンポスの果実（1977年、NHK） - 坂本重道（主役）
- いろはの"い" 第22話「友情」（1977年、NTV / 東宝） - 鈴木
- 破れ傘刀舟悪人狩り 第128話「鬼の涙が闇に散る」（1977年、NET / 三船プロ） - 真崎慎吾
- 気まぐれ本格派 第18話「砂漠の墓に踊らされ」（1978年、NTV / ユニオン映画） - 菊池
- 新幹線公安官 第2シリーズ 第1話「それは車中で始まった」（1978年、ANB / 東映） - 原口
- 横溝正史シリーズII / 不死蝶（1978年、MBS / 映像京都） - 記者
- 土曜グランド劇場（NTV）
  - 姿三四郎（1978年、東宝） - 戸田雄次郎
  - 熱中時代 刑事編 第6話「アイ・ラブ・タケシ」（1979年） - 川本
  - 検事・若浦葉子 第6話「偽証・アリバイが問いかける真実の友情」（1991年）
- 桃太郎侍（NTV / 東映）
  - 第155話「べらんめえ姫君」（1979年） - 前原太一郎
  - 第194話「大江戸娘番長」（1980年） - 正平親分
- 暴れん坊将軍（ANB / 東映）
  - 吉宗評判記 暴れん坊将軍
    - 第84話「おさいが翔んだ!」（1979年） - 平助
    - 第190話「日本一の雨男」（1981年） - 相羽三四郎

  - 暴れん坊将軍II 第159話「天晴れ! 赤穂の竹光夫婦」（1986年） - 杉戸十内
  - 暴れん坊将軍III 第97話「将軍琉球へ渡る、天下分け目の決闘!」（1990年、500回記念スペシャル）
  - 暴れん坊将軍IV
    - 第32話「将軍暗殺! 女豹が飛んだ」（1991年） - 三沢仙右衛門
    - 第58話「吉宗変化! お狩場の鬼退治」（1992年） - 伝六
- 草野球・草家族（1980年、ANB） - 福井八郎
- 松本清張シリーズ・ザ・商社（1980年12月、NHK） - 経済紙記者
- 水戸黄門（TBS / C.A.L）
  - 第11部 第16話「大当り黄門様の大芝居 -新発田-」（1980年12月1日） - 正三
  - 第18部 第26話「怨念渦巻く祭の宿 -豊川-」（1989年3月13日） - 助八
  - 第24部 第12話「お化けになって悪退治 -別府-」（1995年12月4日） - 為吉
  - 第25部 第1話「旅立ち -江戸・銚子-」（1997年12月9日） - 浜田屋
  - 第26部 第4話「芝居で結んだ親子の絆 -三次-」（1998年3月2日） - 阿部兵五郎
  - 第27部 第3話「夫婦で織った紙の布 -白石-」（1999年4月5日） - 島村精一郎
  - 第28部 第27話「格さんの恋! -福山-」（2000年9月18日） - 善兵衛
  - 第39部 第22話「濡れ衣晴らし春満開 -江戸-」（2009年3月23日） - 岸辺清左衛門
  - 第41部 第9話「女意気地とニブイ奴 -新宮-」（2010年6月7日） - 小笠原
- 西部警察 第43話「4号岸壁の殺人」（1980年、ANB / 石原プロ） - 千葉勲巡査
- 赤かぶ検事奮戦記 第1話「父は検事、娘は弁護士」 - 第4話「呪いの紙草履」（1980年、ABC / 松竹） - 岡田警部
- 土曜ドラマ（NHK）
  - わが青春のブルース（1981年） - 森本
- ザ・ハングマン 燃える事件簿 第15話「おもちゃの首の怨み唄」（1981年、ABC / 松竹芸能） - 澄川毅（玩具研究家）
- 秘密のデカちゃん 第26話「秘密がバレて朝日署ぶっとぶ?!」（1981年、TBS / 大映テレビ） - ニセ日暮刑事
- 玉ねぎむいたら…（1981年、TBS） - 保科一久
- 連続テレビ小説 本日も晴天なり（1981年、NHK） - 本多
- 春の傑作推理劇場 「森村誠一のステレオ殺人事件」(1982年、ANB / 東映） - 吉崎勇次
- 同心暁蘭之介 第31話「殺人鬼に罠をかけろ」（1982年5月27日、CX）
- 新五捕物帳 第178話「夫婦ざんげ」（1982年、NTV / ユニオン映画）
- はらぺこ同志（1982年、TBS） - 飯島六郎
- 源九郎旅日記 葵の暴れん坊 第21話「葉隠れは金魚侍と見つけたり」（1982年、ANB / 東映） - 森田福之助
- 土曜ワイド劇場→土曜プライム（ANB→EX）
  - 京都殺人案内（ABC）
    - 第4作「亡き妻に捧げる犯人」（1981年） - 水島淳
    - 第11作「美人社長誘拐さる!」（1985年） - 織笠東吾

  - 江戸川乱歩の美女シリーズ 第22作「禁断の実の美女」（1984年） - 土田
  - 結婚案内ミステリー風（1984年）
  - 三毛猫ホームズシリーズ 第6作「三毛猫ホームズの駈落ち 相続人殺し 父危篤・至急連絡乞う」（1984年） - 片岡義太郎
  - 事件 第2作（1994年） - 赤井運転手
  - 混浴露天風呂連続殺人 第14作「ヌードギャルみちのく秘湯激安ツアー 殺意の風景」（1994年、ABC） - 岡島圭一
  - 温泉若おかみの殺人推理 第3作「北陸金沢～山中温泉 謎の女は死体でチェックアウト」（1995年、ANB） - 磯貝刑事係長
  - 超高層ホテルウーマンvs女ガードマン（2007年） - 福田賢治
  - 温泉 (秘) 大作戦 第8作（2009年、ABC） - 森川貴文
  - 検事・朝日奈耀子
    - 第9作「那須温泉へ続く透明な血痕!?」（2010年） - 遠藤刑事
    - 第10作（2010年） - 富岡刑事
    - 第14作 - 第18作（2013年 - 2016年） - 西村刑事

  - 警視庁捜査一課長〜ヒラから成り上がった最強の刑事! 第2作（2013年8月3日、東映） - 西園寺和則
- ザ・サスペンス / 団地殺人事件シリーズ 第1作「団地殺人事件・妻たちの危険な昼下り」（1984年、TBS）
- 時代劇スペシャル / 地獄の左門十手無頼帖 第4作「地獄の左門十手無頼帖 声を盗まれた娘」（1984年、CX / 東映） - 同心・沢村平次郎
- 月曜スター劇場 / なぜか、ドラキュラ（1984年、NTV）
- シンデレラの財布（1984年、TBS） - 早川均
- 特捜最前線 第439話「美しい狙撃者! 殺意を呼ぶマネーゲーム!」（1985年、ANB / 東映） - 道原
- ママ、大変だァ!（1985年、ANB） - 西本強
- 心はロンリー気持ちは「…」II（1985年、CX）
- 誇りの報酬（NTV / 東宝）
  - 第1話「命令違反が刑事の勲章」（1985年） - 宇佐見
  - 第24話「愛は永遠に…」（1986年） - 佐竹
- 月曜ドラマランド / 時をかける少女（1985年、CX） ※南野陽子主演版
- 私鉄沿線97分署 第60話「ジョーダン!? 女刑事がまた一人!!」（1985年、ANB / 国際放映）
- セーラー服反逆同盟 第1話「悪の巣、黒鳥学園!」、第2話「熱き! 4人の誓い」（1986年、NTV / ユニオン映画） - 牧野
- ジャングル 第15話「逮捕! 爆破魔」（1987年、NTV / 東宝） - 爆弾処理班
- 銭形平次 SP「初姿 投げ銭一番手柄」（1987年、NTV / ユニオン映画） - 与次郎
- とんぼ（1988年、TBS）
- ドラマ23 / とまどいの夜（1988年、TBS）
- 年末時代劇スペシャル（NTV / ユニオン映画）
  - 五稜郭（1988年） - 松岡四郎次郎
  - 奇兵隊（1989年） - 市村源内
  - 源義経（1991年）
- もっとあぶない刑事 第13話「代償」（1989年、NTV / セントラル・アーツ） - 柿崎
- ゴリラ・警視庁捜査第8班 第20話「奪われた手術 悪女が手引きした異常な犯罪」（1989年、ANB / 石原プロ）
- 火曜スーパーワイド / くどき屋ジョー（1989年、ANB）
- 青春オーロラ・スピン スワンの涙 第10話「愛憎のプールサイド」（1989年、CX / 大映テレビ）
- 風雲!真田幸村（1989年、TX / 東映）
- 翔んでる!平賀源内 第8話「湯けむり幽霊騒動」（1989年、TBS / C.A.L）
- 名奉行 遠山の金さん（ANB / 東映）
  - 第2シリーズ 第21話「花火が見ていた悪の顔」（1989年） - 立花祐之進
  - 第7シリーズ 第16話「消えた女!裏切りの集団見合い」（1996年） - 長次
- あいつがトラブル 第5話（1990年、CX / キティ・フィルム） - 港街署警邏課長
- 刑事貴族 第20話「少年は見た」（1990年、NTV / 東宝）
- 火曜サスペンス劇場（NTV）
  - 女監察医・室生亜季子（東映）
    - 第9作「震える川」（1990年） - 上野二郎
    - 第23作「不審死体」（1998年） - 吉野茂
    - 第32作「院外感染」（2003年） - 五木刑事

  - 小京都ミステリー 第14作「山陰但馬殺人事件」（1995年） - 板井刑事
  - 弁護士・朝日岳之助 第10作「刑法第一三四条」（1997年、国際放映） - 戸倉検事
  - 街の医者・神山治郎
    - 第3作「乳房喪失」（2002年） - 山口刑事
    - 第8作「ダイエット症候群の女」（2005年） - 宇佐見刑事
- 金曜ドラマシアター→金曜エンタテイメント（CX）
  - 実録犯罪史シリーズ 第5作「新説・三億円事件」（1991年）
  - 浅見光彦シリーズ 第11作「皇女の霊柩」（2001年） - 池本光一
- 銭形平次 第1シリーズ 第14話「盗まれた仏像」（1991年、CX / 東映） - 平蔵 ※北大路欣也主演版
- あばれ八州御用旅 第3シリーズ 第12話（SP）「清水次郎長を叩っ斬れ!」（1992年、TX / ユニオン映画） - 浜野屋勘蔵
- 八百八町夢日記 第2シリーズ 第20話「名のない女」（1992年、NTV / ユニオン映画） - 要次郎
- 妻たちの劇場 / 家族あわせ2（1993年、CX / 大映テレビ） - 敏男
- 課長島耕作1（1993年） - 斎藤所長
- さすらい刑事旅情編VI 第20話「万馬券の女・自己破産の秘密」（1994年、ANB / 東映）
- お見合いの達人（1994年） - 田辺編集長
- あばれ医者嵐山 第12話「最期の土俵入り」（1995年、TX / ユニオン映画） - 岡野孫兵衛
- 東芝日曜劇場 / その気になるまで（1996年、TBS）
- はぐれ刑事純情派（ANB→EX / 東映）
  - 第4シリーズ 第27話「安浦刑事ドイツに出張す 東京～ベルリン贋作名画殺人ルート」（1991年） - 村瀬健三
  - 第9シリーズ 第21話「礼服で殺人? パチンコに嵌まった女」（1996年）
  - 第15シリーズ 第19話「"ありがとう"で殺人!? ふたりの母と同居する女」（2002年） - 並木三郎
  - 第16シリーズ 第2話「覗かれた母の交換日記！月の沙漠殺人事件」（2003年）- 黒崎正男
  - 最終回スペシャル（2009年） - 深沢二郎
- 大岡越前（TBS / C.A.L）
  - 第14部 第9話「幸せ咲かせた兄妹草」（1996年8月12日） - 河内屋
  - 第15部 第4話「鬼を生き返らせた名医」（1998年9月14日） - 蓑助
- 月曜ドラマスペシャル→月曜ミステリー劇場→月曜ゴールデン（TBS）
  - プロデューサー麻生一平の事件ファイル（1998年） - 木村和夫
  - 浅見光彦シリーズ 第17作「鬼首殺人事件」（2002年） - 松島昭二
  - 新・示談交渉人 裏ファイル 第4作（2014年） - 守山事務長
- リング〜最終章〜（1999年、CX / 共同テレビ）
- 金曜時代劇→土曜時代劇（NHK）
  - 御宿かわせみ 第二章（2004年） ※高島礼子主演版
  - まっつぐ〜鎌倉河岸捕物控〜 第7話「亮吉 失踪」（2010年） - 棟梁・彰五郎
- Deep Love ~アユの物語~（2004年、TX）
- 木曜ミステリー（EX）
  - その男、副署長 season3 第1話（2009年） - 比留間礼
  - 京都地検の女 第6シリーズ 第1話（2010年）
- ドラマSP 鬼龍院花子の生涯（2010年、EX / 東映） - 田辺英介
- 金曜8時のドラマ / 警視庁強行犯係・樋口顕 Season2 第1話「贖罪」（2022年7月15日、TX / ユニオン映画）

### 舞台
- 坂本冬美特別公演「女の花道」
- 「アパートメント・クレメンタイン」(シアターV赤坂)

### オリジナルビデオ
- お嫁だん（1991年、JVD）
- レディウエポン 女豹（1993年、にっかつビデオ）